# Championnat d'Europe de demi-fond
Le Championnat d'Europe de demi-fond masculin est le championnat d'Europe de demi-fond organisé annuellement par l'Union européenne de cyclisme depuis 1995. 

## Histoire
Les premiers championnats ont eu lieu en 1896.  
En 1920, au congrès d'Anvers, l'UCI décide de la suppression des championnats d'Europe. 
En septembre 1948, des championnats d'Europe sont créés par l'association des directeurs de vélodromes d'hiver réunis à Bruxelles, championnats officieux et en 1950, l'UCI en interdit même l'appellation. Les épreuves européennes hivernales prennent l'appellation "Critérium" jusqu'en 1971. 
En 1971, l'UCI reconnait à nouveau le titre de champion d'Europe d'hiver en vitesse, demi-fond, américaine, omnium et derny. 
De 1972 à 1990, les courses organisées sous le vocable "championnat d'Europe" authentiques championnats d'Europe.
Depuis que le championnat du monde de demi-fond a disparu en 1994, c'est l'épreuve la plus importante pour les spécialistes du demi-fond.
Le championnat est open depuis 1995. Il n'est pas organisé en 2020 et 2021, faute d'intérêt des fédérations. Le championnat fait son retour en 2022 au vélodrome de la Tête d'or à Lyon, le 9 et 10 septembre et voit la victoire du Français Kévin Fouache, une première pour le pays depuis 1953.

## Palmarès
| Année               | Or                           | Argent                       | Bronze                       |
| ------------------- | ---------------------------- | ---------------------------- | ---------------------------- |
| 1896                | Lucien Lesna                 | Paul Münchner                | Alphonse Baugé               |
| 1897                | Franz Gerger                 | Henri Luyten                 | Alfred Köcher                |
| 1898                | Lucien Lesna                 | Wilhelm Struck               | Paul Becker                  |
| 1899                | Arthur Adalbert Chase        | Albert Edward Walters        | Émile Bouhours               |
| 1900                | Piet Dickentman              | Constant Huret               | Édouard Taylor               |
| 1901                | Thaddäus Robl                | Piet Dickentman              | Fritz Ryser                  |
| 1902                | Thaddäus Robl                | Henri Contenet               | Jimmy Michael                |
| 1903                | Thaddäus Robl                | Paul Dangla                  | Piet Dickentman              |
| 1904                | Thaddäus Robl                | Tommy Hall                   | Piet Dickentman              |
| 1905                | Paul Guignard                | Thaddäus Robl                | Louis Darragon               |
| 1906                | Paul Guignard                | Robert Walthour              | Thaddäus Robl                |
| 1907                | Thaddäus Robl                | Piet Dickentman              | Arthur Vanderstuyft          |
| 1908                | Arthur Stellbrink            | Paul Guignard                | Peter Günther                |
| 1909                | Paul Guignard                | Albert Schipke               | Thaddäus Robl                |
| 1910                | Fritz Theile                 | Robert Walthour              | Fritz Ryser                  |
| 1911 (1)            | Jimmy Moran                  | Paul Guignard                | Willi Mauss                  |
| 1911 (2)            | Robert Walthour              | Peter Günther                | Richard Scheuermann          |
| 1912                | Paul Guignard                | Peter Günther                | Karl Saldow                  |
| 1913                | Victor Linart                | Paul Guignard                | Gustav Janke                 |
| 1914                | Peter Günther                | Jacob Esser                  |                              |
| 1920                | Georges Sérès                | Jules Miquel                 | Karel Verkeyn                |
| 1948-1949           | Jacques Besson               | Elia Frosio                  | August Meuleman              |
| 1950                | Jacques Besson               | Raoul Lesueur                | Elia Frosio                  |
| 1951                | Raoul Lesueur                | Elia Frosio                  | Cor Bakker                   |
| 1952                | Adolf Verschueren            | Raoul Lesueur                | Erich Bautz                  |
| 1953                | Roger Queugnet               | Adolf Verschueren            | Roger Godeau                 |
| 1954                | Adolf Verschueren            | Horst Holzmann               | Guy Bethery                  |
| 1955 (1)            | Lothar Schiller              | Adolf Verschueren            | Jacques Besson               |
| 1955 (2)            | Karl-Heinz Marsell           | Adolf Verschueren            | Graham French                |
| 1956                | Adolf Verschueren            | Roger Godeau                 | Graham French                |
| 1957                | Karl-Heinz Marsell           | Paul Depaepe                 | Walter Bucher                |
| 1959 (1)            | Adolf Verschueren            | Guillermo Timoner            | Valentin Petry               |
| 1959 (2)            | Karl-Heinz Marsell           | Guillermo Timoner            | Norbert Koch                 |
| 1961 (1)            | Adolf Verschueren            | Wout Wagtmans                | Otto Altweck                 |
| 1961 (2)            | Paul Depaepe                 | Jean Raynal                  | Karl-Heinz Marsell           |
| 1963                | Paul Depaepe                 | Karl-Heinz Marsell           | Guillermo Timoner            |
| 1964                | Paul Depaepe                 | Guillermo Timoner            | Leo Proost                   |
| 1965 (1)            | Leo Proost                   | Jaap Oudkerk                 | Domenico De Lillo            |
| 1965 (2)            | Leo Proost                   | Ehrenfried Rudolph           | Guillermo Timoner            |
| 1967 (1)            | Dieter Kemper                | Romain De Loof               | Ehrenfried Rudolph           |
| 1967 (2)            | Jaap Oudkerk                 | Ehrenfried Rudolph           | Romain De Loof               |
| 1969 (1)            | Dieter Kemper                | Jaap Oudkerk                 | Ehrenfried Rudolph           |
| 1969 (2)            | Hans Junkermann              | Jaap Oudkerk                 | Ehrenfried Rudolph           |
| 1971                | Ehrenfried Rudolph           | Dieter Kemper                | Jaap Oudkerk                 |
| 1972                | Dieter Kemper                | Theo Verschueren             | Jaap Oudkerk                 |
| 1973                | Dieter Kemper                | Theo Verschueren             | Piet De Wit                  |
| 1974                | Cees Stam                    | Piet De Wit                  | Romain De Loof               |
| 1975                | Dieter Kemper                | Cees Stam                    | Wilfried Peffgen             |
| 1976 (1)            | Cees Stam                    | Dieter Kemper                | René Pijnen                  |
| 1976 (2)            | Wilfried Peffgen             | René Savary                  | Walter Avogadri              |
| 1977                | Wilfried Peffgen             | René Savary                  | Willy De Bosscher            |
| 1978                | Wilfried Peffgen             | Horst Schütz                 | Martin Venix                 |
| 1979                | Wilfried Peffgen             | Horst Schütz                 | Martin Venix                 |
| 1980                | Wilfried Peffgen             | Horst Schütz                 | Martin Venix                 |
| 1981                | Horst Schütz                 | René Kos                     | Wilfried Peffgen             |
| 1982                | Horst Schütz                 | Max Hürzeler                 | Wilfried Peffgen             |
| 1983                | Max Hürzeler                 | Martin Venix                 | Bruno Vicino                 |
| 1984                | Werner Betz                  | Constant Tourné              | Horst Schütz                 |
| 1985                | Werner Betz                  | Max Hürzeler                 | Bruno Vicino                 |
| 1986                | Max Hürzeler                 | Mathieu Hermans              | Peter Steiger                |
| 1987                | Max Hürzeler                 | Peter Steiger                | Constant Tourné              |
| 1988                | Danny Clark                  | Constant Tourné              | Torsten Rellensmann          |
| 1989                | Torsten Rellensmann          | Roland Günther               | Peter Steiger                |
| 1990                | Torsten Rellensmann          | Andrea Bellati               | Roland Günther               |
| 1995                | Arno Küttel                  | Carsten Podlesch             | Roland Königshofer           |
| 1996                | Carsten Podlesch             | Richi Rossi                  | Roland Königshofer           |
| 1997                | Sabino Cannone               | Hans-Kurt Brand              | Carsten Podlesch             |
| 1998                | Hans-Kurt Brand              | Ronald Rol                   | Patrick Kops                 |
| 2000                | Carsten Podlesch             | Stefan Klare                 | Sabino Cannone               |
| 2001                | Carsten Podlesch             | Sabino Cannone               | Stefan Klare                 |
| 2006                | Giuseppe Atzeni              | Carsten Podlesch             | Timo Scholz                  |
| 2007                | Timo Scholz                  | Mario Vonhof                 | Peter Jörg                   |
| 2008                | Timo Scholz                  | Reinier Honig                | Peter Jörg                   |
| 2009                | Giuseppe Atzeni              | Mario Vonhof                 | Peter Jörg                   |
| 2010 (Alkmaar)      | Giuseppe Atzeni              | Patrick Kos                  | Bob Stöpler                  |
| 2011 (Nuremberg)    | Patrick Kos                  | Giuseppe Atzeni              | Mario Birrer                 |
| 2012                | Annulé en raison de la pluie | Annulé en raison de la pluie | Annulé en raison de la pluie |
| 2013 (Nuremberg)    | Mario Birrer                 | Florian Fernow               | Giuseppe Atzeni              |
| 2014 Forst (Lusace) | Mario Birrer                 | Stefan Schäfer               | Patrick Kos                  |
| 2015                | Pas organisé                 | Pas organisé                 | Pas organisé                 |
| 2016                | Stefan Schäfer               | Franz Schiewer               | Giuseppe Atzeni              |
| 2017                | Franz Schiewer               | Reinier Honig                | Stefan Schäfer               |
| 2018 (Erfurt)       | Franz Schiewer               | Reinier Honig                | Daniel Harnisch              |
| 2019 (Pordenone)    | Reinier Honig                | Christoph Schweizer          | Daniel Harnisch              |
| 2020-2021           | Pas organisé                 | Pas organisé                 | Pas organisé                 |
| 2022 (Lyon)         | Kévin Fouache                | Giuseppe Atzeni              | Daniel Harnisch              |
| 2023 (Pordenone)    | Reinier Honig                | Daniel Harnisch              | Robert Retschke              |
| 2024                | Pas organisé                 | Pas organisé                 | Pas organisé                 |